# Liste der Flughäfen und Flugplätze auf Zypern
Dies ist eine Liste der Flughäfen und Flugplätze auf der Mittelmeerinsel Zypern.

## Akrotiri und Dekelia
| Stadt    | Name des Flughafens  | ICAO-Code | IATA-Code | Nutzung | Länge Startbahn (in m) | Belag   |
| -------- | -------------------- | --------- | --------- | ------- | ---------------------- | ------- |
| Akrotiri | RAF Akrotiri         | LCRA      | AKT       | Militär | 2743                   | Asphalt |
| Dekelia  | Flugplatz Dekelia    |           |           | Militär | 366                    | Asphalt |
| Dekelia  | Flugplatz Kingsfield | LCRE      |           | Militär | 1250                   | Asphalt |

## Republik Zypern
| Stadt     | Name des Flughafens | ICAO-Code | IATA-Code | Nutzung           | Passagiere (2024) | Länge Startbahn (in m) | Belag   |
| --------- | ------------------- | --------- | --------- | ----------------- | ----------------- | ---------------------- | ------- |
| Lakatamia | Flugplatz Lakatamia | LCRO      |           | Militär           |                   | 1400                   | Asphalt |
| Larnaka   | Flughafen Larnaka   | LCLK      | LCA       | Zivil             | 8.661.354         | 2980                   | Asphalt |
| Paphos    | Flughafen Paphos    | LCPH      | PFO       | Zivil und Militär | 3.633.990         | 2700                   | Asphalt |

## Türkische Republik Nordzypern(von der internationalen Staatengemeinschaft nicht anerkannt)
| Stadt               | Name des Flughafens    | ICAO-Code | IATA-Code | Nutzung | Passagiere (2024) | Länge Startbahn (in m) | Belag   |
| ------------------- | ---------------------- | --------- | --------- | ------- | ----------------- | ---------------------- | ------- |
| Kioneli/Gönyeli     | Flugplatz İlker Karter |           |           | Militär |                   | 1050                   | Asphalt |
| Lefkoniko/Geçitkale | Flugplatz Geçitkale    | LCGK      | GEC       | Militär |                   | 2850                   | Asphalt |
| Nord-Nikosia        | Flughafen Ercan        | LCEN      | ECN       | Zivil   | 4.842.134         | 2755                   | Asphalt |

## UN-Schutzzone
| Stadt   | Name des Flughafens | ICAO-Code | IATA-Code | Nutzung | Länge Startbahn (in m) | Belag   |
| ------- | ------------------- | --------- | --------- | ------- | ---------------------- | ------- |
| Nikosia | Flughafen Nikosia   | LCNC      | NIC       | Zivil   | 2707                   | Asphalt |